# Большая (река, впадает в Охотское море)
Больша́я (выше устья р. Плотникова — Быстрая) — река на юго-западе полуострова Камчатка в России. Возле места, где сливаются воедино её притоки — река Быстрая и река Плотникова — в прошлом находилось поселение Большерецк, имевшее  большое значение в деле освоения Камчатки русскими землепроходцами.

## Гидрография
Длина реки — 275 км. Площадь водосборного бассейна — 10 800 км². Берёт начало в Ганальском хребте, протекает по территории Елизовского и Усть-Большерецкого районов Камчатского края вдоль южных отрогов Срединного хребта. Впадает в Охотское море.
Среднегодовой расход воды — 123 м³/с. Река имеет 227 притоков длиной менее 10 км. Средняя скорость течения составляет 0,5—2 м/с, а глубина — 1—3 м, в верхнем течении — 0,8—2 м. Ширина русла — 50—100 м в нижнем течении и 20—40 м в верховьях. Во многих местах по реке наблюдаются выходы тёплых ключей и минеральных источников. Судоходна в нижнем течении.

## Хозяйственное значение

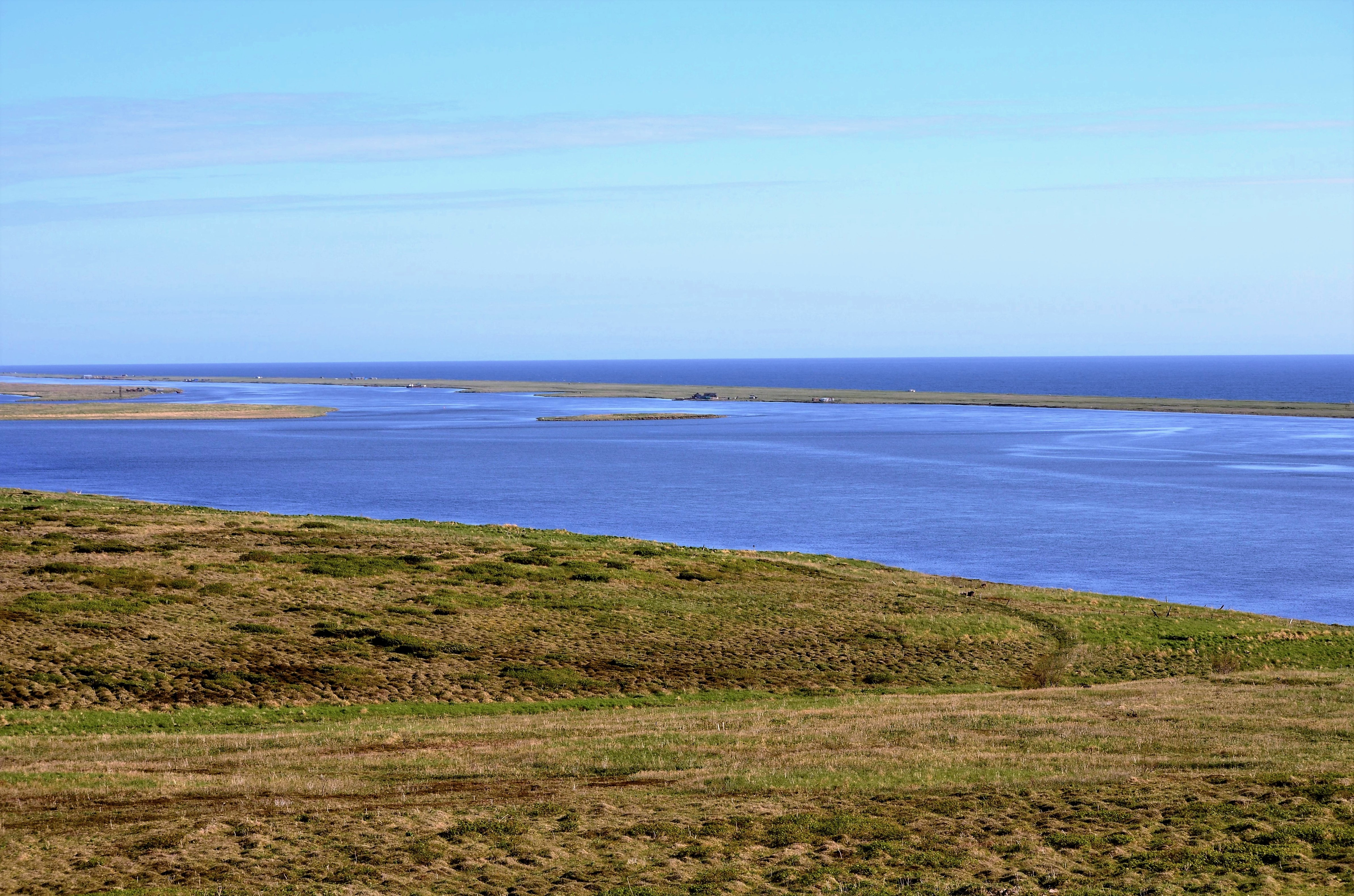
Река Большая. Камчатский край.

Исторически река являлась магистральным путём для связи западного берега полуострова с долиной реки Камчатки и восточным побережьем.
Река имеет немаловажное значение, как место размножения западно-камчатских лососёвых рыб. Нереститься в эту реку заходят более 40 тыс. особей чавычи, 300 тыс. — нерки, до 20 млн — горбуши, свыше 100 тыс. особей кижуча. Также встречается здесь много других видов: проходной голец, хариус, жилая микижа и кунджа, камчатская сёмга (проходной вид микижи).
На реке имеются участки пригодные для организации лодочного туризма, таки как участок от села Малка до лимана реки Большой, где меньше нерестилищ рыб, кроме горбуши и чавычи. Наилучшее время для ловли чавычи — начало мая—середина июля. Во второй половине августа рыбы становится меньше, так как она уходит на нерест. Для ловли кижуча соответствующие сроки середина августа—конец сентября, на нижнем течении и октябрь. Здесь также возможен лов других видов лососёвых.
В нижнем течении реки с конца июля по начало сентября идёт массовая миграция проходного гольца.
Микижа (радужная форель) является объектом спортивного лова, наиболее крупные экземпляры которой можно поймать только на Камчатке, за что её прозвали «королевой Камчатки». В конце лета—начале осени на нижнем течении реки много хариуса, лов которого тоже представляет интерес. Также в реке довольно многочисленна хищная рыба кунджа, лов которой представляет спортивный интерес.
В долине реки находится месторождение Малкинских минеральных вод.

## Притоки (км от устья)
- 48 км: река Начилова (пр)
- 58 км: река Плотникова (лв)
- 58 км: река Гольцовка (лв)

## Данные водного реестра
По данным государственного водного реестра России и геоинформационной системы водохозяйственного районирования территории РФ, подготовленной Федеральным агентством водных ресурсов:
- Бассейновый округ — Анадыро-Колымский
- Речной бассейн — Реки Камчатки бассейна Охотского моря (до Пенжины)
- Речной подбассейн — отсутствует
- Водохозяйственный участок — Бассейны рек Охотского моря полуострова Камчатка южнее южной границы бассейна реки Тигиль
- Код водного объекта — 19080000212120000025788